# Peket
Pour un article plus général, voir Genièvre (boisson).

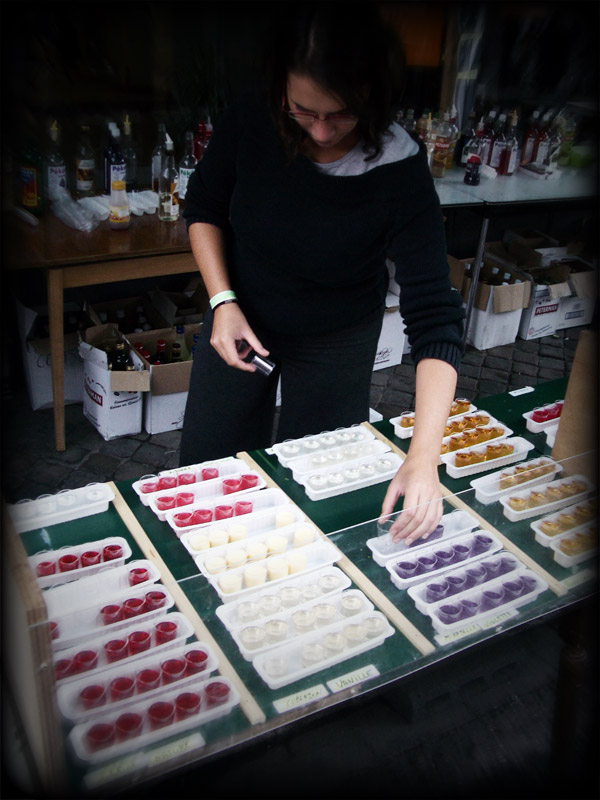
Stand de pekets aromatisés à l'occasion du 15 août à Liège.

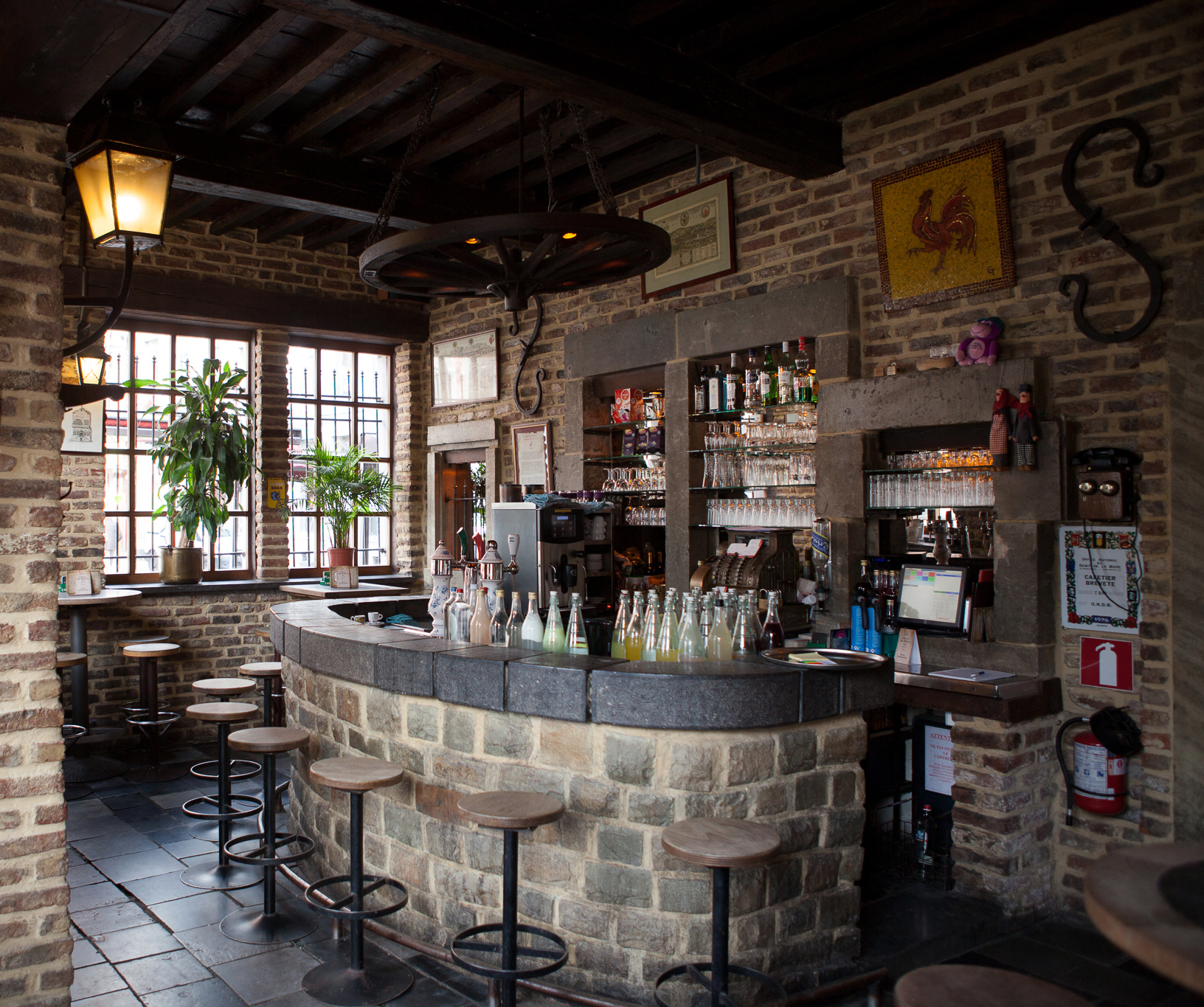
La célèbre « pékèterie » liégeoise Li Mohone di Peket (ou La Maison du Pékèt) située face à la place du Commissaire Maigret.

Le peket, pékèt ou pèkèt, est le nom wallon donné au genièvre de la même région en Belgique. Il est la boisson emblématique et une spécialité locale du Pays de Liège.

## Étymologie
Le mot peket signifie « piquant » en vieux wallon. Selon d'autres sources, ce mot viendrait du langage des houilleurs. Il provient sans doute du mot wallon pèke qui, dans certaines régions de Wallonie, signifie baies de genévrier. Ce nom se serait alors transposé, en Wallonie, à l'eau-de-vie aromatisée à l'aide de ces baies. Le peket est un alcool de grain distillé dans la région mosane, de Maastricht à Namur. Il est aromatisé de baies de genévrier qui lui donnent ce goût caractéristique très apprécié des connaisseurs qui le boivent naturel mais frappé.

## Folklore
Selon la légende folklorique de Liège, même en bas âge, le peket était déjà la boisson favorite de sa figure emblématique, Tchantchès, qui le préférait au lait dont les bébés sont censés se nourrir.
Le peket peut être dégusté dans tous les bistrots et cafés de la Cité ardente (nom informel et poétique de Liège).
Il est à l'honneur et fort apprécié aux Festivités du Quinze-Août en Outremeuse. Vendu le plus souvent en lots de petits verres à shot réutilisables et jetables, précautionneusement disposés dans une barquette afin d'être transportables et éviter les renversements) par des associations et des commerçants. Dans le cadre de cette fête, leurs étals temporaires sont installés à des emplacements réservés le long des rues du quartier historique; quartier fermé et réservé pour l'occasion aux piétons qui peuvent se balader d'étal en étal et, en plus de déguster le peket traditionnel (pur), découvrir de récentes et nouvelles variétés.
La cuisine régionale comporte des recettes au peket : caille et canard notamment. On s'en sert dans le ragoût hesbignon et il accompagne aussi le poisson fumé ou les fromages forts, comme le Herve.
Il est traditionnellement vendu en bouteilles en terre d'un litre, mais d'autres conditionnements en verre existent. Le peket est parfois appelé « blanc » et accolé au nom de la boisson (généralement non alcoolisée) avec laquelle il est mélangé : par exemple, « blanc-coca » lorsqu'on y ajoute du cola.
Il est également l'invité immanquable des Fêtes de Wallonie, qui se tiennent chaque année à Namur.

## Variétés
Il existe plusieurs variétés de peket avec différents arômes comme le cuberdon, la cerise, la fraise, les fruits des bois, le chocolat, le fruit de la passion, la grenadine, la menthe, l'orange, le citron, le cassis, la violette, la pomme, le spéculoos, les piments (il prend alors le nom d'« enfer »), la noix de coco…

## Protection
Le peket, via le système européen, est protégé par une Indication Géographique Protégée à l'instar d'autres genièvres européens.